# SKP Klatovy
SKP Klatovy (celým názvem: Sportovní klub policie Klatovy) byl český klub ledního hokeje, který sídlil v Klatovech v Plzeňském kraji. Zanikl byl v roce 2010. V letech 2003–2010 působil v Plzeňském krajském přeboru, čtvrté české nejvyšší soutěži ledního hokeje.
Své domácí zápasy odehrával na zimním stadionu Klatovy s kapacitou 3 250 diváků.

## Historické názvy
- SKP Klatovy (Sportovní klub policie Klatovy)
- 2006 – SKP Dogs Klatovy (Sportovní klub policie Dogs Klatovy)
- 2007 – SKP Klatovy (Sportovní klub policie Klatovy)

## Přehled ligové účasti
Stručný přehled
Zdroj: 
- 2003–2005: Plzeňský krajský přebor (4. ligová úroveň v České republice)
- 2005–2006: Plzeňský krajský přebor – sk. A (4. ligová úroveň v České republice)
- 2006–2010: Plzeňský krajský přebor (4. ligová úroveň v České republice)

Jednotlivé ročníky
Zdroj: 
Legenda: ZČ - základní část, červené podbarvení - sestup, zelené podbarvení - postup, fialové podbarvení - reorganizace, změna skupiny či soutěže
| Česko (2003 – 2010) |                                 |           |          |                                       |              |
| Sezóny              | Soutěž                          | Úroveň    | ZČ       | Play-off, nadstavba, sk. o udržení... | Poznámky     |
| 2003/04             | Plzeňský krajský přebor         | 4. úroveň | 2. místo |                                       |              |
| 2004/05             | Plzeňský krajský přebor         | 4. úroveň | 4. místo |                                       | Reorganizace |
| 2005/06             | Plzeňský krajský přebor – sk. A | 4. úroveň | 3. místo | Finálová skupina (6. místo)           | Reorganizace |
| 2006/07             | Plzeňský krajský přebor         | 4. úroveň | 6. místo |                                       |              |
| 2007/08             | Plzeňský krajský přebor         | 4. úroveň | 3. místo |                                       |              |
| 2008/09             | Plzeňský krajský přebor         | 4. úroveň | 5. místo |                                       |              |
| 2009/10             | Plzeňský krajský přebor         | 4. úroveň | 4. místo | Zápas o 3. místo (výhra)              |              |